# Peltogaster aelaniticus
Peltogaster aelaniticus is een krabbezakjessoort uit de familie van de Peltogastridae. De wetenschappelijke naam van de soort is voor het eerst geldig gepubliceerd in 1969 door Boschma.